# NGC 78

NGC 78

NGC 78 هو زوج من المجرات يقع في كوكبة الحوت. ويوجد نوعان NGC 78A وهي مجرة جنوبية دوامة و NGC 78B وهي مجرة شمالية بيضاوية. في الماضي NGC 78 كانت تستخدم أساسا للمجرة الشمالية.
تم اكتشاف NGC 78 في موعد لا يتجاوز عام 1876 من قبل كارل فريدريك بيشول. ووصفه جون لويس «ضعيف جدا وصغير ومستدير». وللمجرتين سرعات متكررة مختلفة فإن المجرتين على الأرجح لا تتفاعلان.

## وصلات خارجية
- NGC 78 على موقع ويكي سكاي: DSS2, SDSS, GALEX, IRAS, Hydrogen α, X-Ray, Astrophoto, Sky Map, Articles and images